# KQ de la Vela
KQ de la Vela (KQ Velorum) és un estel variable en la constel·lació de Vela. Té magnitud aparent mitjana +6,09 i es troba a 496 anys llum de distància del Sistema Solar.
De tipus espectral A0p, KQ de la Vela és un estel peculiar amb sobreabundància de certs elements químics i amb un camp magnètic intens i variable. El seu camp magnètic efectiu, Be aconsegueix el valor de 2089 G. És també una variable Alfa² Canum Venaticorum —com Alioth (ε Ursae Majoris) o IM Velorum—, de qui la lluentor fluctua 0,02 magnituds, i és gairebé imperceptible.
KQ de la Vela té una temperatura efectiva de 10.700 K —11.600 K segons una altra font— i brilla amb una lluminositat 109 vegades major que la del Sol. No obstant això, és en longituds d'ona de raigs X on KQ Velorum exhibeix una notable lluminositat, aconseguint 3577×1020 W; en aquesta part de l'espectre és 184 vegades més lluminosa que Vega (α Lyrae) i 127 vegades més lluminosa que Phecda (γ Ursae Majoris), també estels A0V.
Amb un radi 3 vegades més gran que el radi solar, la massa de KQ de la Vela és de 2,85 masses solars i té una edat estimada de 263 milions d'anys, havent transcorregut gairebé 2/3 de la seva vida com a estel de la seqüència principal.